# Січкарьова Олександра Григорівна
Олександра Григорівна Січкарьова (17 грудня 1923, село Волоконовка, тепер Бєлгородської області, Російська Федерація — 4 червня 2019) — українська радянська діячка сільського господарства, бригадир рільничої бригади бурякорадгоспу «Федорівський» Великобурлуцького району Харківської області. Герой Соціалістичної Праці (30.04.1948). Депутат Верховної Ради УРСР 4-го скликання. Перша жінка почесний громадянин Великобурлуцького району.

## Життєпис
Народилася 17 грудня 1923 року в селі Волоконовка Валуйського повіту Воронізької губернії у родині селянина-бідняка, за національністю росіянка. Отримала початкову освіту. Трудову діяльність розпочала у 1940 році робітницею Волоконовського цегельного заводу. Потім працювала робітницею бурякорадгоспу «Федорівський», головна садиба якого знаходилася у селищі Федорівка Великобурлуцького району Харківської області.
З 1943 року працювала ланковою в радгоспі, у 1945 році за її ланкою було закріплено 8 гектарів землі. Весною 1946 року, члени ланки рівномірно підживили цю землю органікою з розрахунку 20 т на гектар, а потім провели оранку на глибину 21—23 см. Для затримання вологи у землі боронування було проведене не тільки уздовж, але і впоперек. Протягом літа земля продовжувала оброблятися, велася боротьба з бур'янами. Восени, після чергового боронування, земля була засіяна пшеницею сорту «Гостіанум 237» з розрахунку 144 кг на гектар. Взимку проводилися роботи з снігозатримання та вносили органічні добрива на підмерзлий грунт. Весною, після того як зійшов сніг, землю спочатку глибоко заборонували, а на початку травня робітники ланки провели прополку. Завдяки всім цим роботам був забезпечений буйне зростання пшениці. Саме перед початком жнив, пройла сильна злива внаслідок якої багато пшениці було покручено, внаслідок чого збір врожаю ускладнився. Лише з п'яти гектарів пшеницю збирали комбайном, з двох гектарів довелося збирати за допомогою лобогрійки, а з одного взагалі серпами. Всього у 1947 році ланка Січкарьової зібрала 34.1 центнерів озимої пшениці з гектара на загальній площі у 8 гектарів. Краєзнавиця Клавдія Оковита так відзивалася про подвиг ланки Січкарьової: «перелік труднощів викликає подив, а виконання їх важко передати словами».
За «отримання високих урожаїв пшениці, жита та цукрового буряка при виконанні радгоспами плану здачі державі сільськогосподарських продуктів у 1947 році та забезпечення насінням зернових культур для весняної сівби 1948 року», Президіум Верховної ради СРСР указом від 30 квітня 1948 року присвоїв Олександрі Січкарьовій звання Героя Соціалістичної Праці з врученням ордена Леніна та медалі «Серп і Молот». Окрім неї, звання героя отримали ще дев'ять робітників бурякорадгоспу, ланкові: Марія Лоткова, Марія Чернецька, Катерина Шибанова та Євдокія Шевченко, а також директор Федір Фельберт, бригадир польової бригади Прокопій Коленько та старший механік Трохим Скринник.

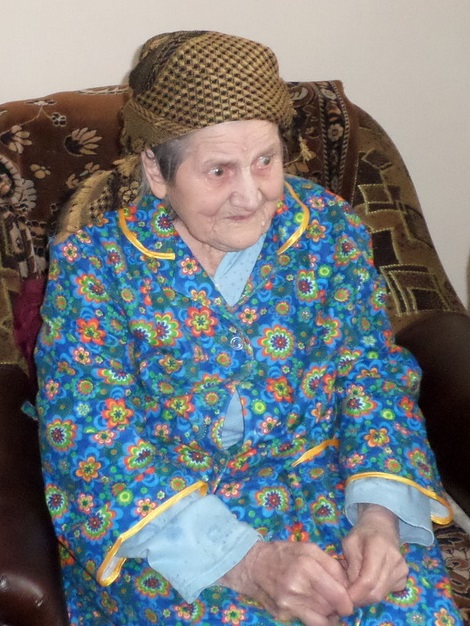
Олександра Січкарьова у 2013 році

У травні 1954 року стала бригадиром рільничої бригади бурякорадгоспу «Федорівський». Того ж року її бригада отримала високі показники із заготовки пшениці та цукрового буряка, хоча погодні умови були несприятливими. Завдяки наполегливій праці та вмінню керувати, Олександра Січкарьова здобула авторитет серед робітників району. Її обрали депутатом сільської ради, а у 1955 році вона була висунута кандидатом у депутати до Верховної Ради УРСР від 358 виборчого округу.
Олександра Січкарьова продовжував працювати у бурякорадгоспі після виходу на пенсію. Також, незважаючи на похилий вік, брала активну участь у громадському житті, займалася вихованням молоді, неодноразово обиралася депутатом сільської ради.
18 грудня 1998 року Олександра Січкарьова отримала звання почесного громадянина Великобурлуцького району «за багаторічну працю, на знак великої поваги до Героя Соціалістичної Праці». Вона стала першою жінкою, яка отримала це звання.
Довгий час залишалася останнім Героєм Соціалістичної Праці у районі, його очильники урочисто поздоровляли Січкарьову з її 90-річним та 95-річним ювілеями.
У рідному селі Волоконовка, ще за життя Січкарьової, їй було встановлено погруддя на місцевій Алеї Слави.
Померла Олександра Григорівна Січкарьова 4 червня 2019 року.

## Нагороди
- Герой Соціалістичної Праці (30.04.1948)[4]
- орден Леніна (30.04.1948)[4]
- медаль «Серп і Молот» (30.04.1948)[4]
- медаль «Ветеран праці»[5]
- медаль «50 років Перемоги у Великій Вітчизняній війні 1941—1945 рр.»[5]
- почесний громадянин Великобурлуцького району (18.12.1998)[9]

### Коментар
1. ↑  За іншими джерелами Лобанова Марія Федотівна.